# Статически неопределимая система
Статически неопределимая система — в сопротивлении материалов, геометрически неизменяемая система, в которой реакции связей (усилия в опорных закреплениях, стержнях и т. п.) не могут быть определены с помощью одних уравнений статики, в отличие от статически определимой системы, а требуется совместное рассмотрение последних с дополнительными уравнениями, характеризующими деформации системы - уравнениями совместности деформаций.
Статически неопределимую систему характеризует наличие лишних связей, которые можно удалить, не нарушая геометрической неизменяемости системы (то есть, без них система не станет механизмом). Число дополнительных уравнений, равное числу лишних связей (лишних неизвестных), называется степенью статической неопределимости системы. Примерами статически неопределимых систем могут служить многопролётные неразрезные балки; стержень, жёстко заделанный с двух сторон и подвергающийся термической деформации и/или воздействию внешних продольных сил; защемлённый с двух сторон вал, подвергающийся действию скручивающих моментов, или однопролётная балка, с одной стороны защемлённая, а с другой стороны опирающаяся на шарнирно-подвижную опору. Для некоторых систем управления совместимости деформаций простые, например, при растяжении ступенчатого стержня с малым зазором (если зазор при приложении внешних сил перекрывается), а для некоторых - вычислительно сложные, как для статически неопределимых балок. В случае статически неопределимых балок, наибольшее распространение имеют метод сил, метод перемещений и уравнение трёх моментов, из которых последний наиболее вычислительно простой.
Метод сил является наиболее универсальным методом решения статически неопределимых балок, в данном методе количество канонических уравнений метода сил в системе и соответственно количество переменных в них зависит от степени статической неопределимости. Рассмотрим алгоритм действий для однократно статически неопределимой балки: выбирается основная система - нужно заменить одну из связей неизвестной силой или моментом X, произвольно выбрав направление, правильность выбора направления в итоге покажет расчёт: направление выбрано неправильно, если в результате решения уравнения сила или момент идут со знаком минус. Затем записывается каноническое уравнение метода сил, после чего строится "единичная" эпюра изгибающего момента - все нагружения с основной системы снимаются, прикладывается сила X = 1. После чего строится "грузовая" эпюра изгибающего момента - к основной системе прилагаются те же нагрузки, что и к исходной. После чего графически (по правилу Верещагина) или численно (по формуле Симпсона) вычисляют два интеграла Максвелла-Мора: перемещение в месте действия силы X только под действием силы X (единичная эпюра перемножается сама на себя) и перемещение в месте действия силы X только под внешней нагрузкой (перемножение единичной и грузовой эпюры). Линейное уравнение метода сил решается, из чего определяется реакция отброшенной опоры, дальнейшее построение эпюр поперечной силы и изгибающего момента производится точно так же, как и для статически определимой балки: определяются опорные реакции через уравнения равновесия, используется метод сечений. 